# キンジャール
キンジャール（ロシア語：Кинжал；英語：Kinzhal,KinZal,Kindjal）とは、ロシア語で「両刃の短剣」を指す言葉であり、英語の「ダガー（英語: Dagger）」に相当する短寸の刀剣類を指す言葉である。

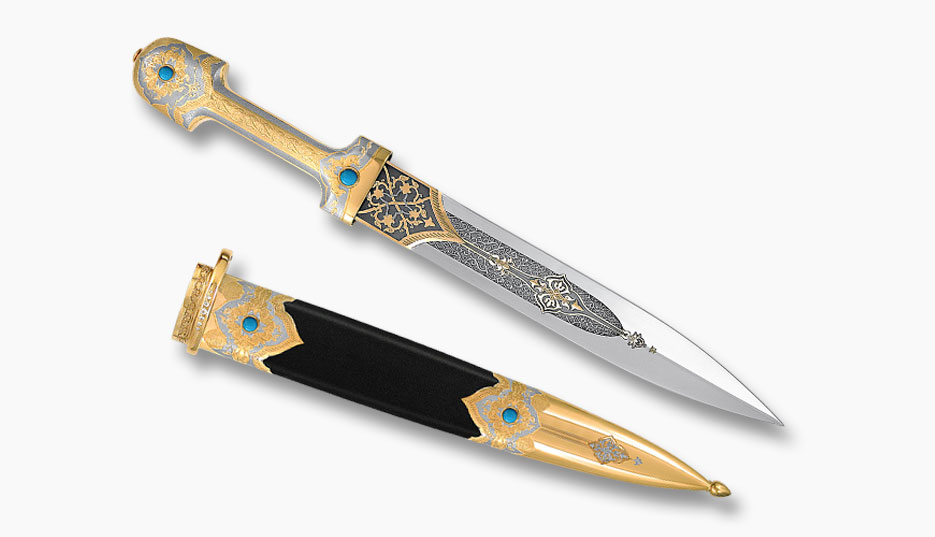
金及び銀とトルコ石による装飾の施されたキンジャール

本来は特定の様式の刀剣のみを指す言葉ではないが、現在ではカフカース（コーカサス）地方で用いられた短剣の一種を特定的に指す単語として使われることがある。
本項目ではそれら、“カーマ・キンジャール（ロシア語: Кама （кинжал）”／“コサックキンジャール（Казак Кинжал）、“カフカース・ダガー（英語: Caucasus Dagger）”等と呼称されるものについて記述する。

## 概要
鍔を持たない両刃の短剣で、カフカース地方で伝統的に用いられた他、18世紀から始まったロシア帝国の南下政策によってカフカースが植民地化されると、コサックの装備として取り入れられた。
コサックによって広く用いられたことから、ロシア帝国においては「短剣」に分類される刀剣の代表的なものとなり、カフカース様式を持つ両刃の短剣を単に“キンジャール”と呼称することが一般化した。
現代においては“キンジャール”の名で呼ばれるものはほぼ同一の様式になっているが、カフカースの諸地域独特の様式を残したものは現在でも存在している。大まかな形状は同一であるものの、刀身や鞘、柄の形状や施されている装飾、及び用いられている材質には地域による独自性があり、産地による特性を見ることができる。

## 歴史
起源はカフカース地方で広く伝統的に用いられていた両刃の短剣である。
カフカース地域がロシア帝国による侵攻と支配を受けるようになると、当地で用いられていた「カーマ」（ロシア語: Кама：語源はアブハズ語で「短剣」を意味する“Кам”に由来する）と呼ばれる独特の様式の短剣がコサックを中心に用いられるようになり、「カーマ・キンジャール（Кама Кинжал）：カーマ様式の短剣）」と呼称されるようになった。
以後はコサックにとっての重要な軍装品となり、シャシュカ（ロシア語: шашка）と呼ばれるサーベルを佩刀し、キンジャールを帯剣するのが、コサックの正装となった。第2次世界大戦においても、コサック騎兵はシャシュカとキンジャールを装備して実戦に参加している。
現在でも儀礼用の装飾品として用いられており、美術的価値の高いものは美術工芸品として売買されている。現代に製作された品でも古式に則った装飾を施したものが作られており、高名な品を模倣して作られたレプリカ品や刃を持たない模擬刀剣も販売されている他、現代ナイフのデザインモチーフとしても用いられている。

## 形状
全長は40cmから50cm程度で、鍔を持たない合口様式の短剣だが、柄の握る部分が刀身の幅（身幅）に比べて細くなっているため、縁に当たる部分が実質的な鍔として機能する形になっている。柄は縁より一段細くなったのちに柄頭が大きく張るが、身幅よりも広く張ることは少ない。柄長は標準的には刀身の2/3程度だがそれより長いもの、また短いものもある。全体としては平板な形状をしていることが大きな特徴である。
刀身は両面に鎬筋のある菱型断面を持ち、切っ先に向かって緩やかに細くなっている。切っ先と両脇の刃以外の部分には彫刻が施されるものが一般的である。彫刻の施されないものでも刀身の中央部に樋を彫ったものが多い。
鞘及び柄には細密な彫刻が施され、宝石や磨きあげた石といったものが飾られる。鞘には木や革の他真鍮や銅といった金属、金や銀などの貴金属も用いられ、総金属製の鞘が多くある。柄には金属の他に紫檀や黒檀などの高級木材、動物の牙や骨といったものも使われている。

## ギャラリー

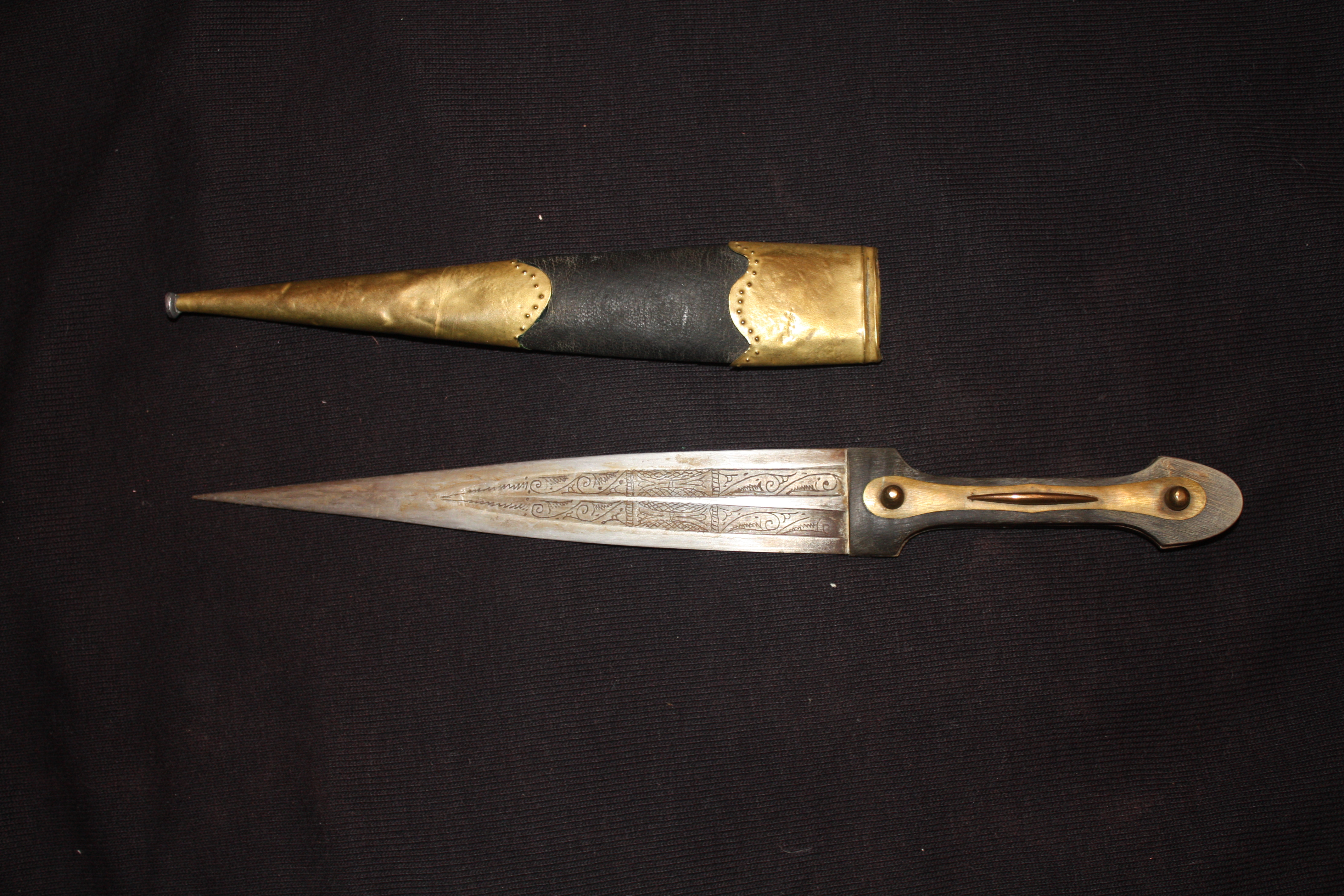
刀身に装飾の施されたキンジャール 鞘は革製で、外装の装飾は少ない
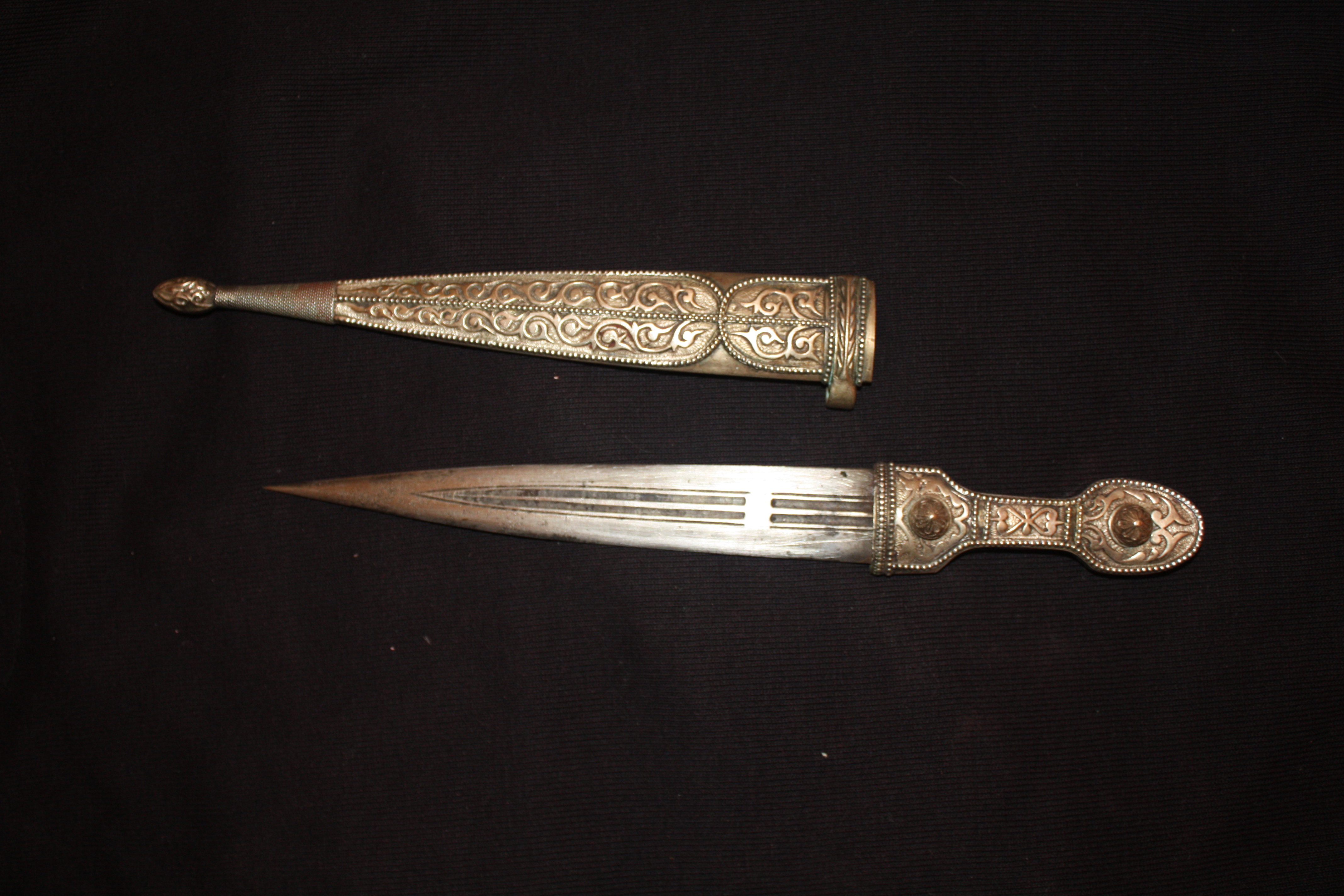
装飾の施された金属の鞘と柄を持つキンジャール
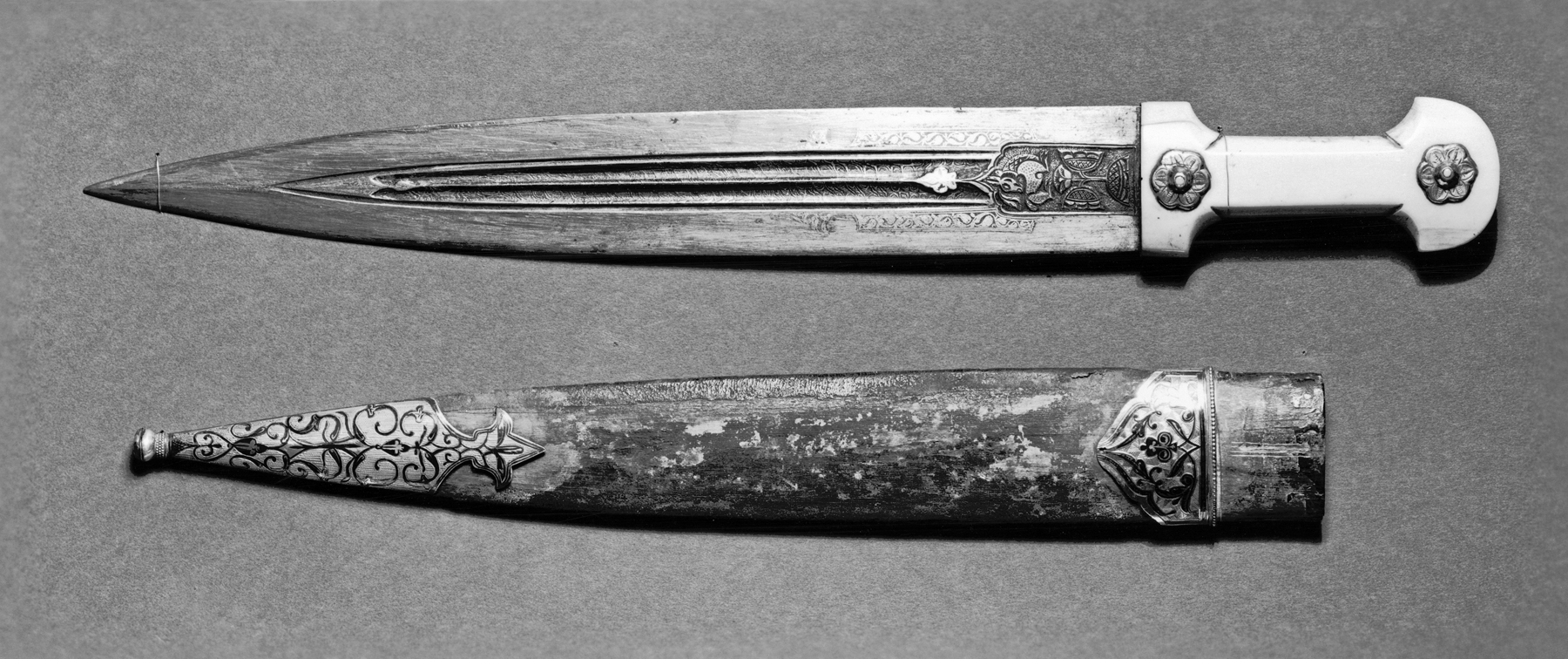
セイウチの牙から作られた柄を持つキンジャール

## その他
ソビエトで開発されたミサイルの一つである3K95艦対空ミサイル（ロシア語: 3К95；英語: 3K95）には“キンジャール（Kinzhal ）”の名称が付けられている。